# Ban Khu Mueang
Ban Khu Mueang (Thai: บ้านคูเมือง) ist eine alte Siedlung aus der Dvaravati-Periode in Zentral-Thailand.
Ban Khu Mueang liegt in der Provinz Ang Thong, Amphoe Sawaeng Ha, etwa 2 km vom Mae Nam Chao Phraya (Chao-Phraya-Fluss) entfernt. Die Siedlung erstreckt sich über 650 m mal 750 m und weist zahlreiche Tempelfundamente aus Ziegeln auf. Sie ist von einem breiten Graben umgeben und enthält einen irdenen Hügel.
Archäologen haben bis zu mehr als drei Metern Tiefe vier unterschiedliche Siedlungsphasen ausgemacht: 
- zwischen 300 und 550, man fand Keramiken, die den in Funan gefertigten ähneln,
- zwei Phasen, die zur Dvaravati-Periode gehören, man fand Eisenspeere und Messer sowie Spuren einer lokalen Tonwarenkultur,
- die letzte Phase enthält Keramiken aus Angkor.